# Rezerwat przyrody Czarne Doły
Rezerwat przyrody Czarne Doły – faunistyczny rezerwat przyrody położony na terenie gminy Osieczna w powiecie leszczyńskim (województwo wielkopolskie), obejmujący stanowisko występowania żółwia błotnego.
Obszar chroniony został utworzony 31 grudnia 2022 r. podstawie Zarządzenia Regionalnego Dyrektora Ochrony Środowiska w Poznaniu z dnia 16 grudnia 2022 r. w sprawie ustanowienia rezerwatu przyrody „Czarne Doły” (Dz. Urz. Woj. Wlkp. z 2022 r., poz. 9710).

## Położenie
Rezerwat ma 135,33 ha powierzchni. Obszar chroniony zajmuje obszar leśny i polny przylegający częściowo do Jeziora Drzeczkowskiego (część sztucznego zbiornika Wonieść), z czego ponad 90 ha z jego powierzchni stanowi leśny wąwóz w granicach nadleśnictwa Karczma Borowa. W niedalekiej odległości znajduje się miejscowość Drzeczkowo oraz rezerwat przyrody Ostoja żółwia błotnego. Obszar chroniony w całości znajduje się w granicach specjalnego obszaru ochrony siedlisk Natura 2000 Zachodnie Pojezierze Krzywińskie PLH300014 oraz obszaru specjalnej ochrony ptaków Zbiornik Wonieść PLB300005. Leży także w obrębie Krzywińsko-Osieckiego Obszaru Chronionego Krajobrazu wraz z zadrzewieniami gen. Dezyderego Chłapowskiego i kompleksem leśnym Osieczna-Góra.

## Charakterystyka
Celem ochrony w rezerwacie przyrody jest „zachowanie stanowiska żółwia błotnego Emys orbicularis (L)”. Typ rezerwatu ze względu na dominujący przedmiot ochrony został określony jako faunistyczny, a podtyp – jako gadów. Natomiast ze względu na główny typ ekosystemu typ określono go jako różnych ekosystemów, a podtyp – jako podtyp mozaik różnych ekosystemów. Obserwacje żółwi w tym regionie były prowadzone od lat 60. XX wieku, a na tym stanowisku szerzej od pierwszej dekady XXI wieku. W drugiej dekadzie tego wieku w ramach programu ochrony żółwia błotnego w Wielkopolsce „Chelonia” przeprowadzono działania mające na celu utworzenie rezerwatu, m.in. wykupiono grunty prywatne z przeznaczeniem pod wypas owiec, zabezpieczono lęgowiska przed zarastaniem i drapieżnikami czy usunięto inwazyjne gatunki z Jeziora Drzeczkowskiego. W ramach ochrony czynnej planowane jest utworzenie dwóch progów piętrzących ułatwiających wędrówki żółwi.
Według stanu na luty 2023 rezerwat nie ma wyznaczonego planu ochrony ani zadań ochronnych.